# Черноголовый троепёр
Троепёр черноголовый (лат. Tripterygion tripteronotus) — морская рыба из семейства Троепёрые (лат. Tripterygiidae)

## Описание
Наибольшая длина тела до 6,7 см, обычно длина самок до 5,2 см, самцов — 6,7 см. Продолжительность жизни около 5 лет. Тело удлиненное, невысокое, сжатое с боков, покрыто ктеноидною чешуей, мелкой в хвостовой части. Председатель, жаберные крышки, основания парных плавников, брюшная часть до анального отверстию голые. Спинных плавников 3, они соединены между собой тонкими кожистыми перепонками, анальный плавник очень длинный. Голова маленькая, выпуклая. Над большими глазами, которые расположены на верхнем крае головы, имеются короткие нитевидные щупальца, а вдоль верхнего края глаз короткие реснички. Вдоль жаберных крышек, на нижней челюсти, под глазами и в других местах есть поры и бугорки с волосками. Окраска весьма изменчива. Общий фон красный или серый с невыразительными черными или темно-бурымы поперечными полосами (до 5 полос) и пятнами. У самцов окраска несколько ярче: голова, брюхо, основа парных плавников черные, грудные, спинные и анальный плавники красные, концы всех пловцов беловатые, на спинных плавниках синеватая полоска и черные точки. У самок окраска тела и головы обычно буровато-розовая, горло, живот, лучи парных плавников желтовато-белые, первый спинной плавник красный, два других розоватые с четырьмя черными полосками, на хвостовом плавнике три темные поперечные полосы.

## Ареал
Распространение вида: Восточная Атлантика от северной части Франции до Мадейры и Канарских островов, Средиземное, Адриатическое, Чёрное моря.

## Биология
Морская донная малоподвижная рыба прибрежной зоны. Живет обычно парами среди больших камней и скал, где находит убежище в норках и пещерках, защищенных от яркого света и прибоя. Взрослые особи подходят к берегам в мае и в октябре откочёвывают на более глубокие места. Половой зрелости достигает в 2 года, возможно, частично уже в конце первого года жизни. В брачный сезон самцы сражаются за территорию (небольшие участки на камнях, скалах) на которой в будущем самка может отложить икру. Плодовитость до 19,2 тысяч икринок. Нерест многопорционный. Икра донная, откладывается на каменистый грунт и охраняется самцом. Взрослые питаются мелкими придонными животными, преимущественно ниже раковые подобными и бокоплавами, а также потребляют икру и личинок рыб, в частности морских собачек и зеленушек.